# Prehrana za nosečnice
Prehrana za nosečnice vključuje dieto pred in med nosečnostjo ter po njej. Pomembno je, da je skrbno načrtovana, ker lahko zmanjša umrljivost, fizične in nevrološke motenje pri zarodku.

## Prehrana pred nosečnostjo
Uravnotežena prehrana pred nosečnostjo je pomembna za uspešno zanositev. Na uspešnost zanositve vplivajo normalno zdravstveno stanje ženske in odsotnost faktorjev, ki preprečuje oploditev (npr. anoreksija in bulimija). Indeks telesne teže (ITM) bodoče nosečnice je najbolje, da je med 20,8 in 30.
Dieta pred nosečnostjo mora vključevati priporočljiv dnevni vnos naslednjih mikrohranil:
- magnezij in cink (povečata vezavo hormonov na receptorje),
- folna kislina (potrebna je za pravilno rast folikla),
- vitamin D (zmanjšuje možnost pojava rahitisa in medeničnih motnj, ki otežujejo porod),
- vitamin B12 (zmanjša neplodnost).

## Prehrana med nosečnostjo
Optimalna dieta med nosečnostjo naj bi obsegala nadzorovano povečanje dnevnega vnosa kalorij in določenih mikrohranil tekom nosečnosti.
Potreba po povečanem vnosu kalorij se v prvem trimesečju poveča za 68 kcal/dan, v drugem za  266 kcal/dan in v tretjem do 496 kcal/dan. Normalna potreba za ženske je sicer okrog 2000 kcal/dan (odvisno tudi od njene starosti in telesne aktivnosti).
Med nosečnostjo naj bi nosečnica pridobila 10,0-12,5 kg telesne teže. Večino teže naj bi pridobila v tretjem tromosečju (ne pa v prvem in drugem). Pridobivanje teže v tretjem tromesečju naj bi bilo nadzorovano, in sicer 350-400g/teden.
Potrebe po folni kislini in vitaminu B6 se med nosečnostjo povečajo do 50%, po vitaminu A do 60%, po vitaminu C, niacinu, vitaminu B12 in B2 pa do 30%. Potrebe po železu in jodu se povečajo za skoraj 100%.
WHO med nosečnostjo odsvetuje uživanje alkohola, saj že majhne količine lahko povzročijo še  relativno nepoznane neželene stranske učinke na zarodku. Poleg tega se odsvetuje stroga vegetarianska ali katerakoli druga oblika shujševalne diete, kajenje, uživanje toplotno neobdelane hrane. Uživanje kofeina je potrebno minimalizirati.

### Potrebe po makrohranilih
Ogljikovi hidrati naj obsegajo 55% dnevnega vnosa energije. Priporočljivo je, da prevladujejo kompleksni ogljikovi hidrati (npr. izdelki iz polnozrnate moke).
Vnos beljakovin je potrebno v prvem tromesečju povečati za 5g/dan, od 4. meseca dalje pa za 17g/dan. Polovica zaužitih beljakovin naj bi bila rastlinskega izvora (npr. polnozrnata žita, stročnice), polovica pa živalskega izvora (npr. mlečni izdelki, meso, ribe, jajca).
Potreba po dnevno zaužitih maščobah se med nosečnostjo ne spremeni (priporočljiv vnos maščob je do 30% dnevnega vnosa energije).

### Potrebe po mikrohranilih

#### Vitamin A
Vsebujejo ga jetra, korenček, paradižnik, paprika, buče, ribje olje, avokado, zelena zelenjava…
Med nosečnostjo je vitamin A nujen za normalni embrionalni razvoj, rast zarodka, za ustvarjanje zalog vitamina A v zarodkovih jetrih, ter za potrebe matere. V primeru pomanjkanja vitamina A lahko pride do nepravilnega embrionalnega razvoja ter do spontanega splava.
Prehranska dopolnila z vitaminom A so neprimerna za nosečnice, saj so visoki odmerki tega vitamina teratogeni. Zato se v času nosečnosti odsvetuje tudi prehrana, ki vključuje jetra, ki vsebujejo vitamin A v večjih koncentarcijah. Kljub temu je potrebno vitamin A vnesti v zadostnih količinah z drugo prehrano, ki pokrijejo potrebe matere in zarodka.
Priporočena RDA vrednost za vitamin A za nosečnice je 770 µg.

#### Vitamin D
Najdemo ga v rumenjaku, jetrih, ribah, ribjem olju, mlečnih izdelkih…Organizem ga proizvaja tudi sam, s pomočjo UV svetlobe.…
Ker potrebe po kalciju narastejo v zadnjem trimesečju nosečnosti, postane vitamin D ključnega pomena za materino zdravje, za rast zarodkovega skeleta, ter za optimalne materine in zarodkove potrebe. Pri nosečnicah je pogosto pomanjkanje vitamina D, kljub široko razširjenim vitaminskim prehranskim dopolnilom, saj le-ta niso dovolj, da bi vzdrževala normalno koncentracijo vitamina D. Nizke koncentracije vitamina D so povezane s preeklampsijo, nizko telesno težo ter hipokalciemijo, počasno rastjo novorojenčkov, krhkostjo kosti in povečano incidenco avtoimunskih bolezni.

#### Vitamin E
Najdemo ga v hladno stisnjenih rastlinskih oljih, semenih, oreških, kalčkih, polnovrednem zrnju, rumenjaku, zeleni listnati zelenjavi……
Dokazov o povečani porabi vitamina E med nosečnostjo ni, zadošča priporočena dnevno zaužita količina za odrasle, to je 15 mg.

#### Vitamin K
Nahaja se v kislem zelju, zeleni listnati zelenjavi, rumenjaku, siru, paradižniku, zeliščih, pšeničnih kalčkih, perutnini, jetrih. Proizvajajo pa ga tudi črevesne bakterije, zato do pomanjkanja pride redko..
Potrebe po vitaminu K v nosečnosti se ne povečajo.

#### Vitamin C
Nahaja se v svežem sadju (agrumi, jagode..) in zelenjavi (paradižnik, zelje..)..
Med nosečnostjo se poveča potreba po vitaminu C, še posebej v zadnjem trimesečju. 
Dodatnih 10 mg vitamina C na dan, vsega skupaj 85 mg na dan (priporočena RDA vrednost), omogoča, da se ustvarijo rezerve, ki pokrijejo potrebe rastočega zarodka in ki skrbijo, da se pri novorojenčku ne pojavijo znaki skorbuta.

#### Vitamin B1 (tiamin)
Najdemo ga v oreških, semenih, pšeničnih kalčkih, zelenjavi, krompirju, jetrih, svinjini, polnozrnatih žitih….
V drugem in tretjem trimesečju nosečnosti se potrebe po vitaminu B1 povečajo za približno 0,3 mg na dan. 1,4 mg vitamina B1 naj bi torej zadoščalo za pokritje dnevnih potreb matere in otroka.

#### Vitamin B2 (riboflavin)
Nahaja se v jetrih, ledvicah, jajcih, mleku, in mlečnih izdelkih, oreških, semenih, kvasu, mesninah. Nosečnice imajo povečano aktivnost eritrocitne glutation reduktaze. Glutation reduktaza je encim, ki cepi glutation disulfid v glutation, ki je pomemben antioksidant. Povečana aktivnost glutation reduktaze je indikator oksidativnega stresa. Ugotovili so, da se z dodajanjem riboflavina nosečnicam, zmanjša aktivnost glutation reduktaze, prav tako je bil večji vnos riboflavina ugoden za otrokovo rast.. Nosečnice naj bi tako dnevno zaužile 1,4 mg riboflavina, kar je 0,3 mg več kot odrasle ženske, v rodni dobi, ki niso noseče.

#### Vitamin B3 (niacin)
Vsebujejo ga jetra, pusto meso, žitarice, stročnice, ribe, zelenjava, kvas..
V nosečnosti se potreba po vitaminu B3 poveča za 4 mg na dan, dnevni vnos vitamina B3 naj bi torej bil 18 mg.
Ugotovili so, da se pri nizki koncentraciji železa, magnezija in niacina 2-5 krat poveča tveganje za spino bifido..

#### Vitamin B5 (pantotenska kislina)
Najdemo ga v jetrih, polnozrnatih žitih, rumenjaku, zeleni zelenjavi, ledvicah, matičnem mlečku, kvasu..
V nosečnosti se dnevna potreba po vitaminu B5 poveča iz 5 mg (odrasla ženska) na 6 mg (nosečnica). Izpostavljenost valproični kislini (uporablja se kot antikonvulziv v terapiji epilepsije in tudi v terapiji migrene in shizofrenije) med nosečnostjo poveča tveganje za razvoj defekta nevralne tube (NTDs). Ugotovili so, da dodajanje pantotenske kisline ščiti pred z valproično kislino inducirano NTDs.

#### Vitamin B6 (piridoksin)
Nahaja se v mesninah, zelenjavi, polnozrnatih žitih, kvasu, oreških, tunini.
Potrjeno je bilo, da se povečajo potrebe po vitaminu B6 v nosečnosti (posebno v zadnjem trimesečju), zato je za potrebe matere in zarodka potrebnih dodatnih 0,6 mg (skupaj 1,9 mg) viatmina B6 na dan.

#### Vitamin B12 (kobalamin)
Veliko ga vsebujejo jetra, ledvice, mišično tkivo, ribe, jajca, kvas in mlečni izdelki..
V nosečnosti, še posebej od tretjega meseca dalje, zarodek prevzame od matere 0,1-0,2 µg vitamina B12 na dan, vendar le v primeru, če mati uživa hrano z dovolj vitamina B12. Ugotovljeno je bilo, da so otroci, katerih matere so vegetarijanke ali druge ženske z nizko koncentracijo vitamina B12 , razvili klinične znake pomanjkanja vitamina B12, ki se kažejo v obliki raznih nevropatij. Dnevna potreba po vitaminu B12 se zviša iz 2,4 (odrasla ženska) na 2,6 μg (nosečnica).

#### Jod
V prvem tromesečju se poveča sinteza ščitničnih hormonov. Ščitnica ima tako povečane potrebe po substratih, zato je potrebno povečati vnos joda. Če vnosa ne povečamo, se pojavijo patološke spremembe.
Povečano uživanje joda v času nosečnosti mora biti načrtovano. Običajna oblika vnosa joda v telo je z jodirano soljo, vendar ta način ni priporočljiv za nosečnice in doječe matere. Te naj bi zmanjšale uživanje soli. Bolj priporočljiv način vnosa joda zanje je v obliki multivitaminskih pripravkov z jodom. Priporočljiv dnevni odmerek je 250 mikrogramov joda/dan.
Poškodbe na zarodku, povzročene zaradi pomanjkanja joda med nosečnostjo, ne morejo popraviti dodatki joda po rojstvu.

#### Železo
Med nosečnostjo se mora povečati količina hemoglobina kot prilagoditev na večjo potrebo po prenosu kisika. Ta potreba je proporcionalna z razvojem zarodka. Na začetku nosečnosti so povečane potrebe praktično zanemarljive (0,8 mg/dan), v zadnjem trimesečju se pa signifikantno povečajo (10 mg/dan).
Dnevni ali tedenski dodatki spojin, ki vsebujejo železo, v kombinaciji s folno kislino, zmanjšujejo možnost pojava anemije.
Ugotovljeno je bilo, da dnevni dodatek železovega sulfata bolj poveča lipidno peroksidacijo kot tedenski dodatek. Stopnja lipidne peroksidacije je signifikantno povečana pri nosečniški toksemiji.
Dodatki spojin, ki vsebuje železo, ne vplivajo na absorbcijo cinka pri nosečnicah.

#### Kalcijinmagnezij
Potreba po dodatnem vnosu kalcija se poveča v zadnjem trimesečju. Priporočen odmerek je 1200 mg/dan.
Dodatki magnezija med nosečnostjo nimajo signifikantnega vpliva na rast zarodka in otroka v prvem letu življenja.

#### Cink
Potreba po vnosu cinka je med nosečnostjo dvakrat večja kot običajno.
Dodatki cinka pri ženskah z nizko koncentracijo cinka v plazmi so povezani z večjo obporodno težo in večjim obsegom glave pri novorojenčkih. Učinek je bolj izrazit pri ženskah z ITM manjšim od 26.

#### Omega-3 maščobne kisline
Omega-3 maščobne kisline (omega-3 MK) so pomembna skupina gradbenih elementov, ki so še posebej pomembni v času nosečnosti in dojenja. Dva najpomembnejša predstavnika te skupine sta DHA (dokozaheksanojska kislina) in EPA (eikozapentanojska kislina). Ker jih naše telo ne more proizvesti, jih moramo zato nujno vnesti v telo s hrano.
Kakšne so prednosti omega-3 MK maščobnih kislin?
Omega-3 MK imajo pomemben vpliv na zdravje. Znižujejo krvni tlak, zmanjšujejo pojavnost srčnih bolezni, artritisa, astme in nekaterih vrst raka. Protivnetni in antitrombotičen učinek omega-3 MK imata ključno vlogo v vzdrževanju normalne nevrološke funkcije, vida in delovanju srca.
Zadosten vnos omega-3 MK lahko zmanjša pojavnost astme in drugih alergijskih bolezni pri novorojenčku. Poleg tega zmanjšujejo možnost prezgodnjega poroda in pojava poporodne depresije.
Kje se omega-3 MK nahajajo?
Omega-3 MK vsebujejo le nekatere vrste živil. Najdemo jih predvsem v mastnih ribah kot so losos, sardine in postrv. Nekatera jajca vsebujejo večjo količino DHA zaradi načina krmljenja kokoši. Takšna jajca so posebej označena in vsebujejo okoli 150 mg DHA na jajce. Omega-3 MK dodajajo tudi nekaterim ostalim živilom kot so mleko, sok in jogurt.

Ali je potrebna posebna pozornost pri izbiri rib?
Zaradi onesnaženja morja, rek in jezer z živim srebrom je le-ta prisoten v vseh ribah. Nekatere izmed rib ga vsebujejo preveč. Poleg živega srebra pa nekatere ribe vsebujejo še poliklorirane bifenile (PCB) in dioksin kot posledica industrijskega onesnaževanja. Visoke koncentracije živega srebra in PCB v telesu lahko povzročijo težave v razvoju možganov ploda, zato se uživanje takšnih vrst rib odsvetuje v času nosečnosti. Prednosti uživanja rib, ki vsebujejo nizko koncentracijo živega srebra, pretehtajo tveganje, zato se uživanje rib v nosečnosti in času dojenja priporoča. Pomembno pa je, da se prepričamo, da ribe ne vsebujejo preveč živega srebra.

Kako lahko povečamo varnost uživanja rib?
Izbiramo ribe za katere je znano, da vsebujejo malo živega srebra. Odstranimo kožo in maščobo pred kuhanjem. Med pripravo rib (kuhanje, pečenje) pustimo, da  maščoba odteče in tako zmanjšamo količino vsebovanega PCB. Ne uživamo surovih rib ali školjk.
Koliko omega-3 MK potrebujem?
Nosečnice in doječe matere morajo dnevno zaužiti med 200 to 300 mg omega-3 MK.

Kako zaužijem dovolj omega-3 MK?
Ker se omega-3 MK zadržijo v krvi do nekaj dni, je dovolj, če zaužijemo dva obroka mastnih rib na teden, kar nam zagotavlja priporočeno dnevno količino med 200 in 300 mg. En obrok naj bi predstavljala riba, težka približno 170 g. Če ne uživate rib ali pa jih ne uživate dovolj pogosto, so na voljo tudi prehranska dopolnila, ki vsebujejo ribje olje. Prečiščeno ribje olje v pilulah ali tekoči obliki ne vsebujejo PCB ali dioksina. Prehranski dodatki z ribjim oljem načeloma nimajo neželenih učinkov, čeprav nekatere uporabnice poročajo o spahovanju in okusu po ribjem olju. Zmanjševanje količine ocvrte in predelane hrane v vsakodnevni prehrani izboljša absorpcijo omega-3 MK. V času nosečnosti se moramo izogibati ribjemu olju polenovke, saj lahko vsebuje preveliko količino vitamina A.

Kaj naj jem, da zaužijem dovolj omega-3 MK v času nosečnosti in dojenja?
Zaužijte do dva 170 g obroka rib, bogatih z omega-3 MK na teden. Če ne zaužijete dovolj rib, lahko zaužijete prehranska dopolnila z ribjim oljem.
Živila z visoko vsebnostjo omega-3 MK (okoli 700 mg na obrok):
- Losos
- Morski list
- Postrv šarenka
- Konzervirana lahka tuna
- Atlantski slanik
- Polenovke
- Belica

Živila s srednjo vsebnostjo omega-3 MK (med 150 in 699 mg na obrok):
- Konzervirana tuna, beli tun (do en obrok tedensko med nosečnostjo in dojenjem, zaradi večje vsebnosti živega srebra)
- Morski zmaj
- Aljaška kraljeva rakovica
- Rakci
- Aljaška polenovka
- Omega-3 jajca[34]

Katerih rib naj ne jem med nosečnostjo?
- Mečarica
- Kraljevska skuša
- Morski pes
- Tunini zrezki (sveži ali zamrznjeni)
- Pahljačasta mečarica
- Lokarda
- Surove ribe[34][35].

Bolezni in zapleti povezani z nizkim vnosom omega-3 MK:
Preeklampsija: 
Študija, ki je primerjala 62 nosečnic s preeklampsijo in brez nje (povišan krvni tlak v nosečnosti) je pokazala, da je pojavnost preeklampsije pri nosečnicah, ki so uživale prehrano revno z omega-3 MK 7.6-krat pogostejša kot pri tistih, ki so s prehrano vnašale dovolj omega-3 MK.

Predčasen porod/nizka porodna teža:
Prospektivna opazovalna študija, ki je proučevala povezavo med količino rib v prehrani 8729 nosečnic in gestacijsko dolžino, je pokazala, da je prehrana brez rib v zgodnji nosečnosti povezana s krajšo gestacijsko dolžino v primerjavi s prehrano z večjo količino rib.
Prospektivna kohortna študija je preučevala profil vsebnosti maščobnih kislin pri 4336 nosečnicah na Nizozemskem. Pokazala je, da je nizka koncentracija omega-3 MK in visoka raven omega-6 MK povezana z nižjo porodno težo. Novorojenčki mater, ki so imele največje razmerje med omega-6 MK in omega-3 MK, so imeli 2-krat večjo verjetnost za nižjo porodno težo in velikost.
Poporodna depresija: Študija, ki je opazovala povezavo med DHA in poporodno depresijo, je pokazala pogostejšo pojavnost poporodne depresije pri ženskah z nizko ravnijo DHA v primerjavi s tistimi z višjo ravnijo DHA.

## Prehrana po nosečnosti
Dieta po nosečnosti je pomembna za hitrejšo regeneracijo matere po porodu in za zagotovitev zadostne količine hranil in energije za dojenje.